# Permanente Bureau van het Politieke Uitvoerende Comité

Logo van de Roemeense Communistische Partij

Het Permanente Bureau van het Politieke Uitvoerende Comité van het Centraal Comité van de Roemeense Communistische Partij (Roemeens: Birou Permanent CPEx) was in praktijk het hoogste orgaan van de Roemeense Communistische Partij (PCR) en is vergelijkbaar met het Permanente Comité van het Politbureau van de Chinese Communistische Partij. 
Het Permanente Bureau van het Politieke Uitvoerende Comité werd in 1974 opgericht en fungeerde als een soort presidium van het Politieke Uitvoerende Bureau (Politbureau). Het bestond louter uit Ceaușescu-getrouwen. Het Permanente Bureau werd gekozen door het Centraal Comité, maar in praktijk aangewezen door Nicolae en Elena Ceaușescu. 
In 1974 bestond het Permanente Bureau uit vijf leden, in 1979 werd het uitgebreid tot vijftien leden. In 1984 werd het aantal leden teruggebracht tot acht en in 1988 tot zeven. 
Het Permanente Bureau verdween in december 1989 met het verbod op de PCR.
```
  
                                   ------------------------ 
                                   |  Permanente Bureau   |  
                                   |     van het CPEx     |
                                   |      van het CC      |
                                   ------------------------
                                              |
                                   ------------------------
                                   |       Politieke      |
                                   | Uitvoerende Comité   |
                                   |      van het CC      |
                                   ------------------------
                                              |
                                   ------------------------
                                   |   Centraal Comité    | 
                                   |      van de PCR      |
                                   ------------------------

```

## Samenstelling Permanente Bureau van het Politieke Uitvoerende Comité in1988
- Nicolae Ceaușescu - secretaris-generaal
- Elena Ceaușescu
- Constantin Dăscălescu
- Emil Bobu
- Gheorghe Oprea
- Manea Mănescu - zwager van Nicolae Ceaușescu
- Gheorghe Rădulescu[1]